# Klidná síla
„Klidná síla“ bylo heslo politické strany Křesťanská a demokratická unie - Československá strana lidová.
Heslo Klidná síla bylo poprvé KDU-ČSL využito už v roce 1996, v době, kdy předsedou strany byl Josef Lux, a jeho objevitelem byl Petr Pithart. Původně to však bylo heslo Francoise Miterranda z jeho kampaně v roce 1981.[zdroj?]
Bylo také využito ve volbách do Poslanecké sněmovny a Senátu Parlamentu České republiky v roce 2006.[zdroj?]
Stejným názvem byl též pojmenován pár rychlíků R 756 (Jeseník – Plzeň) a R 757 (Plzeň – Jeseník), jehož provozovatelem byla po dobu platnosti jízdního řádu 2005/2006 společnost České dráhy. Za tento název zaplatila strana 80 000 Kč. Těsně před volbami byla ve vlaku též vedena přímá kontaktní volební kampaň. Jednalo se o první a zatím jediný případ využití pojmenování vlaku k volební kampani v České republice. Reklamní pojmenování vlaků jsou jinak poměrně častá, např. Expres Budvar, který jezdil z Prahy do Českých Budějovic.[zdroj?]
V následujícím jízdním řádu, který vstoupil v platnost v prosinci 2006, už název „Klidná síla“ využit nebyl a pár rychlíků 756 a 757 jezdil nepojmenovaný, a to na trase Praha – Františkovy Lázně a zpět.[zdroj?]